# Liechtensteiner Schwimmverband
Der Liechtensteiner Schwimmverband (LSchV) ist der Dachverband der Liechtensteinischen Schwimmclubs. Der Verband hat seinen Sitz in Triesen und wurde im Jahr 1981 durch Beschluss von Aquarius Triesen und dem Balzner Schwimmclub gegründet. 
Seither ist das Fürstentum Liechtenstein an internationalen Schwimmsportereignissen startberechtigt. Der LSchV steht in enger Partnerschaft zum Schweizerischen Schwimmverband. Dadurch erhalten die liechtensteinischen Schwimmer die Starterlaubnis für die Schweizerischen Schwimmmeisterschaften, sofern sie die Qualifikationszeiten erreichen. Zu den Mitgliedern des Verbandes zählen der Balzner Schwimmclub (BSC), der Schwimmclub Aquarius Triesen (SCAT) und der Schwimmclub Unterland Eschen (SCUL). Ein weiterer Schwimmverein im Fürstentum, das YPS-Club Swim Team Gamprin von 2010, ist bisher nicht Mitglied im LSchV.
Der Verband selbst ist Mitglied des Liechtenstein Olympic Committee (LOC), der LEN (Europa) und der FINA (Weltschwimmverband).